# Alberto Costa (calciatore)

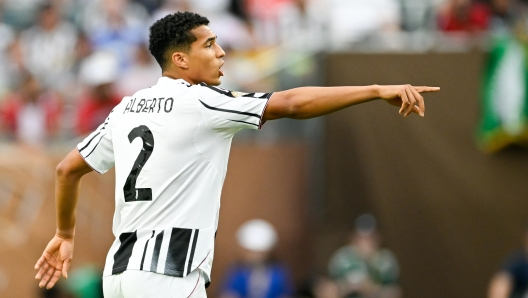
Alberto Costa in campo con la Juventus nella stagione 24-25 (mondiale per club)

Alberto Costa, all'anagrafe Alberto Oliveira Baio (Santo Tirso, 29 settembre 2003), è un calciatore portoghese, difensore del Porto.

## Biografia
Nato legalmente come Oliveira Baio, ha scelto di farsi chiamare Costa, in onore del patrigno.

## Caratteristiche tecniche
Di ruolo terzino destro, è abile in fase offensiva. Trova la sua collocazione ideale come esterno in un 3-5-2.

## Carriera

### Club

#### Gli inizi, Vitoria Guimaraes
È cresciuto nel settore giovanile del Vitória Guimarães, che nel 2022 lo ha assegnato alla squadra B in Liga 3. Ha debuttato in prima squadra l'11 gennaio 2024 nell'incontro di Taça de Portugal vinto 1-0 contro il Penafiel.

#### Juventus
Il 15 gennaio 2025 viene acquistato a titolo definitivo dalla Juventus, con cui firma un contratto valido fino al 30 giugno 2029. L'esordio in bianconero arriva il 26 febbraio in occasione della partita dei quarti di finale di Coppa Italia, persa ai tiri di rigore contro l'Empoli, subentrando all'84' ad Andrea Cambiaso. Il 3 marzo successivo esordisce anche in Serie A, nella partita vinta per 2-0 contro l'Hellas Verona, rilevando Timothy Weah nel corso del secondo tempo. Con i bianconeri rimane solo sei mesi, raccogliendo 14 presenze complessivamente.

#### Porto
Il 24 luglio 2025 viene acquistato a titolo definitivo dal Porto, con cui sottoscrive un accordo valido fino al 30 giugno 2030.

### Nazionale
Ha giocato nelle nazionali giovanili portoghesi Under-18 ed Under-20.

## Statistiche

### Presenze e reti nei club
Statistiche aggiornate al 1º luglio 2025.
| Stagione                   | Squadra                    | Campionato                 | Campionato | Campionato | Coppe nazionali | Coppe nazionali | Coppe nazionali | Coppe continentali | Coppe continentali | Coppe continentali | Altre coppe | Altre coppe | Altre coppe | Totale | Totale |
| Stagione                   | Squadra                    | Comp                       | Pres       | Reti       | Comp            | Pres            | Reti            | Comp               | Pres               | Reti               | Comp        | Pres        | Reti        | Pres   | Reti   |
| -------------------------- | -------------------------- | -------------------------- | ---------- | ---------- | --------------- | --------------- | --------------- | ------------------ | ------------------ | ------------------ | ----------- | ----------- | ----------- | ------ | ------ |
| 2021-2022                  | Vitória Guimarães B        | TL                         | 4          | 0          | -               | -               | -               | -                  | -                  | -                  | -           | -           | -           | 4      | 0      |
| 2022-2023                  | Vitória Guimarães B        | TL                         | 19         | 1          | -               | -               | -               | -                  | -                  | -                  | -           | -           | -           | 19     | 1      |
| 2023-2024                  | Vitória Guimarães B        | CdP                        | 22         | 2          | -               | -               | -               | -                  | -                  | -                  | -           | -           | -           | 22     | 2      |
| Totale Vitória Guimarães B | Totale Vitória Guimarães B | Totale Vitória Guimarães B | 45         | 3          |                 | -               | -               |                    | -                  | -                  |             | -           | -           | 45     | 3      |
| 2023-2024                  | Vitória Guimarães          | PL                         | 1          | 0          | CP+CdL          | 1+0             | 0               | UECL               | 0                  | 0                  | -           | -           | -           | 2      | 0      |
| 2024-gen. 2025             | Vitória Guimarães          | PL                         | 10         | 0          | CP+CdL          | 3+1             | 0               | UECL               | 7                  | 1                  | -           | -           | -           | 21     | 1      |
| Totale Vitória Guimarães   | Totale Vitória Guimarães   | Totale Vitória Guimarães   | 11         | 0          |                 | 5               | 0               |                    | 7                  | 1                  |             | -           | -           | 23     | 1      |
| gen.-giu. 2025             | Juventus                   | A                          | 9          | 0          | CI              | 1               | 0               | UCL                | -                  | -                  | SI+Cmc      | 0+4         | 0           | 14     | 0      |
| 2025-2026                  | Porto                      | PL                         | -          | -          | CP+CdL          | -               | -               | UEL                | -                  | -                  | -           | -           | -           | -      | -      |
| Totale carriera            | Totale carriera            | Totale carriera            | 65         | 3          |                 | 6               | 0               |                    | 7                  | 1                  |             | 4           | 0           | 82     | 4      |